# Creación de pares
Proceso por el cual una partícula de energía suficiente crea dos o más partículas diferentes.Este proceso es característico de los aceleradores de partículas, donde se hacen colisionar partículas como electrones y positrones de muy alta energía apareciendo toda clase de partículas que desconocíamos anteriormente.
También es característico en algunas reacciones nucleares de alta energía y en los rayos cósmicos, donde se generan fotones (o rayos gamma) de alta energía que pueden crear dos o más partículas de masa igual o menor a la energía del fotón.

Es característica la reacción γ → e+  +  e- , donde el fotón debe tener al menos una energía igual a la masa del electrón y el positrón (ambos tienen una energía en reposo de 511 keV), es decir, 1.022 keV o 1,022 MeV, para poder generar las partículas. Generalmente este proceso viene seguido del inverso, en el que el positrón generado se aniquila con un electrón de la materia que existe alrededor.
Para que se dé este proceso de creación de pares es imprescindible que exista en las cercanías del fotón inicial un núcleo, cuya presencia es la que permite que se cumplan las leyes de conservación de momento y energía.